# Santiso
Santiso – gmina w Hiszpanii, w prowincji A Coruña, w Galicji, o powierzchni 67,39 km². W 2011 roku gmina liczyła 1838 mieszkańców.